# Трахтенберг Наум Юхимович
 Наум Юхимович Трахтенберг  — український архітектор  юдейського походження.

## Біографія
Наум Юхимович Трахтенберг з  1924  року жив у Одесі, де спочатку закінчив будівельну профшколу, а з 1928 по 1932 рік навчався на архітектурному факультеті Одеського інституту образотворчих мистецтв (з 1930 р. — Інститут інженерів цивільного і комунального будівництва). Його вчителями були М. В. Замечек і О. Д. Зейлігер.
У жовтні 1934 переїхав до Мінська.
У 1953–1956 роки очолював Майстерню Генплану в інституті Мінськпроект, одночасно в 1954–1976 роках викладав в Білоруському політехнічному інституті. У 1968 р. за архітектуру центральної магістралі  Мінська (Ленінського проєкту) Н. Ю. Трахтенбергу була присуджена Державна премія БРСР .

## Вибрані проєкти
- Генплани Бобруйська (1935-36) та Могильова (1937–1939)
- Проєкт детального планування  Мінська (1937-39)
- Генплан відновлення і розвитку  Мінська (1946 ; коригування — 1952 , 1958-59), спільно з В. А. Королем і С. Б. Сперанським)
- Генплан розвитку  Мінська (1965)
- Проєкт детального планування та забудови частини Ленінського проспекту в Мінську (1952), спільно з Г. В. Сисревим, С. С. Мусинським та ін.)
- Генплани Бобруйська (1949)та Мозиря (1953)
- Проєкт забудови центральної частини Вітебська (1950)
- Схема планування приміської зони Мінська (1959-64)
- Проєкт планування зони відпочинку в районі Заславського водосховища ( 1968 ).

## Публікації
- Н. Трахтенберг (у співавторстві). Мінськ. Післявоєнний досвід реконструкції та розвитку.  Мінськ , 1966 .